# Johan Gustaf Hollstén
Johan Gustaf Hollstén, född 25 augusti 1805 i Skellefteå, död 7 februari 1857 i Stockholm, var en svensk militär.
Johan Gustaf Hollstén var son till kapten Jonas Hollstén och Sofia Fredrika Elisabeth af Donner. Han blev officer 1827, kapten vid Norrbottens fältjägarkår 1842, major 1849 samt var överstelöjtnant och chef för Norrbottens fältjägarkår 1853–1857.